# Хамитов, Тимур Расихович
Тиму́р Раси́хович Хами́тов (4 апреля 1984, Сибай, Башкирская АССР, СССР) — российский футболист.

## Карьера

### Клубная
Воспитанник уфимского футбола. Профессиональную карьеру начал в «Спартаке-Орехово», в котором провёл два сезона. В конце 2001 года он отправился на стажировку в итальянский «Милан». Не задержавшись в системе «Милана», Хамитов вернулся назад и перешёл в клуб «Мострансгаз». В новой команде Хамитов стал одним из лидеров, демонстрируя, что уже перерос уровень Второго дивизиона.
В межсезонье 2002/03 годов к Хамитову проявляли интерес несколько клубов российской Премьер-лиги («Торпедо») и Высшей лиги Украины (киевское «Динамо», «Шахтёр»), и, в итоге, он подписал контракт с ярославским «Шинником».
В основу команды Хамитов так и не попал, играя за дубль, а позднее руководство ярославцев стало отдавать его в аренду. Так Хамитов некоторое время поиграл в белорусской «Славии» из Мозыря и латвийском «Диттоне».
К этому времени контракт Хамитова с «Шинником» закончился. Не найдя себе новой команды, он вернулся в родную Уфу и отыграл два сезона в ЛФЛ за местный «Таксист».

### В сборной
Привлекался в юношескую сборную страны. В 2001 году Хамитов играл в составе юношеской сборной на чемпионате Европы.